# Boiga guangxiensis
Boiga guangxiensis là một loài rắn trong họ Rắn nước. Loài này được Wen miêu tả khoa học đầu tiên năm 1998.